# 《疯狂动物城》获奖名单
《疯狂动物城》是2016年美国3D计算机动画搭档喜剧片，華特迪士尼動畫工作室制作，华特迪士尼影片发行。该片由傑瑞·布希与菲尔·约翰斯顿编剧，布希、拜倫·霍華德、里奇·摩尔执导，讲述雄心勃勃的兔子警察（吉妮佛·古德溫配音）与狡猾的诈骗高手狐狸（詹森·貝特曼）出人意料地结为搭档，调查哺乳动物城市裡食肉动物神秘失踪背后的阴谋。
影片2016年2月11日在丹麦首映，3月4日开始在美国和加拿大3800多家电影院全面上映，周末就以7500多万美元登顶票房榜，最后以1.5亿美元制作预算取得超十亿全球票房。评论汇总爛番茄收集的293份评论对影片认可度达九成八。
《疯狂动物城》赢得众多荣誉肯定，许多都是最佳动画长片奖。电影获第89屆奧斯卡金像獎最佳动画长片，金球獎最佳動畫并提名英国电影学院奖最佳动画片。影片在第44届安妮奖角逐获11项提名，拿下最佳动画片、杰出成就、动画片配音演出（貝特曼）等六项。美國製片人協會授予本片最佳动画片。古德温获女性电影记者联盟最佳动画女子奖，另有人民选择奖和华盛顿特区影评人协会提名。音乐家希雅和音乐制作人星门因夏奇拉演唱的歌曲《嘗試一切》获格莱美奖最佳视觉媒体歌曲提名。美国电影学会把《疯狂动物城》纳入2016年十大佳片。

## 奖项
| 机构                    | 颁奖日期       | 奖项                             | 提名人 | 结果 | 参考          |
| ----------------------- | -------------- | -------------------------------- | --- | ---- | ------------- |
| 美国退休人士协会        | 2017年2月6日   | 不想长大的成人观众最佳电影       | 《疯狂动物城》 | 提名 | [ 9 ]         |
| 奥斯卡金像奖            | 2017年2月26日  | 最佳动画长片                     | 拜倫·霍華德、里奇·摩尔、克拉克·斯潘塞 | 獲獎 | [ 10 ]        |
| 非裔美国人影评人协会    | 2017年2月8日   | 最佳动画片                       | 《疯狂动物城》 | 獲獎 | [ 11 ]        |
| 女性电影记者联盟        | 2016年12月21日 | 最佳动画片                       | 傑瑞·布希、拜倫·霍華德、里奇·摩尔 | 獲獎 | [ 12 ]        |
| 女性电影记者联盟        | 2016年12月21日 | 最佳动画女子                     | 吉妮佛·古德溫 | 獲獎 | [ 12 ]        |
| 美国剪辑师工会          | 2017年1月27日  | 最佳动画片剪辑                   | 法比安·罗利、杰里米·米尔顿 | 獲獎 | [ 13 ]        |
| 美国电影学会            | 2017年1月6日   | 年度十大佳片                     | 《疯狂动物城》 | 獲獎 | [ 8 ]         |
| 安妮獎                  | 2017年2月4日   | 最佳动画片                       | 《疯狂动物城》 | 獲獎 | [ 14 ] [ 15 ] |
| 安妮獎                  | 2017年2月4日   | 动画片角色设计杰出成就           | 科里·洛夫蒂斯 | 獲獎 | [ 14 ] [ 15 ] |
| 安妮獎                  | 2017年2月4日   | 动画片导演杰出成就               | 拜倫·霍華德、里奇·摩尔 | 獲獎 | [ 14 ] [ 15 ] |
| 安妮獎                  | 2017年2月4日   | 动画片分镜杰出成就               | 迪恩·威林斯 | 獲獎 | [ 14 ] [ 15 ] |
| 安妮獎                  | 2017年2月4日   | 动画片编剧杰出成就               | 傑瑞·布希、菲尔·约翰斯顿 | 獲獎 | [ 14 ] [ 15 ] |
| 安妮獎                  | 2017年2月4日   | 最佳电影配音                     | 詹森·貝特曼 | 獲獎 | [ 14 ] [ 15 ] |
| 安妮獎                  | 2017年2月4日   | 动画片动画效果杰出成就           | 东永柱、亨里克·法尔特、山姆·克洛克、拉塔宁·施林纳鲁马林、汤姆·威克斯                                                                                               | 提名 | [ 14 ] [ 15 ] |
| 安妮獎                  | 2017年2月4日   | 电影角色动画杰出成就             | 戴夫·哈丁 | 提名 | [ 14 ] [ 15 ] |
| 安妮獎                  | 2017年2月4日   | 电影角色动画杰出成就             | 查得·塞勒斯 | 提名 | [ 14 ] [ 15 ] |
| 安妮獎                  | 2017年2月4日   | 动画片艺术指导杰出成就           | 大卫·格茨、马蒂亚斯·莱希纳 | 提名 | [ 14 ] [ 15 ] |
| 安妮獎                  | 2017年2月4日   | 动画片剪辑杰出成就               | 杰里米·米尔顿、法比安·罗利 | 提名 | [ 14 ] [ 15 ] |
| 奥斯汀影评人协会        | 2016年12月28日 | 最佳动画片                       | 《疯狂动物城》 | 提名 | [ 16 ]        |
| 黑卷轴奖                | 2017年2月16日  | 最佳配音                         | 伊德瑞斯·艾尔巴 | 提名 | [ 17 ]        |
| 英国学院儿童奖          | 2016年11月20日 | 最佳长片                         | 拜倫·霍華德、里奇·摩尔、克拉克·斯潘塞 | 獲獎 | [ 18 ]        |
| 英国学院儿童奖          | 2016年11月20日 | 英国电影和电视艺术学院儿童票选奖 | 《疯狂动物城》 | 獲獎 | [ 18 ]        |
| 英国电影学院奖          | 2017年2月12日  | 最佳动画片                       | 拜倫·霍華德、里奇·摩尔 | 提名 | [ 19 ]        |
| 美国选角协会            | 2017年1月9日   | 动画片类                         | 洁米·斯贝勒·罗伯茨 | 提名 | [ 20 ]        |
| 芝加哥影评人协会        | 2016年12月15日 | 最佳动画片                       | 《疯狂动物城》 | 提名 | [ 21 ]        |
| 美国音响效果工会奖      | 2017年2月18日  | 最佳动画片音效                   | 斯科特·柯蒂斯、大卫·弗卢尔、加布里埃尔·盖、乔尔·岩泷、保罗·麦格拉思                                                                                                | 提名 | [ 22 ]        |
| 评论家选择电影奖        | 2016年12月11日 | 最佳动画片                       | 《疯狂动物城》 | 獲獎 | [ 23 ]        |
| 达拉斯—沃斯堡影评人协会 | 2016年12月13日 | 最佳动画片                       | 《疯狂动物城》 | 獲獎 | [ 24 ]        |
| 佛罗里达影评人协会      | 2016年12月13日 | 最佳动画片                       | 《疯狂动物城》 | 亚军 | [ 25 ]        |
| 金球獎                  | 2017年1月8日   | 最佳动画片                       | 《疯狂动物城》 | 獲獎 | [ 26 ]        |
| 金预告片奖              | 2016年5月4日   | 最佳电视预告片原创配乐           | 《尝试一切绕梁三日IMAX版》 | 提名 | [ 27 ] [ 28 ] |
| 金预告片奖              | 2016年5月4日   | 最原创电视预告片                 | 《奥斯卡评审》 | 獲獎 | [ 27 ] [ 28 ] |
| 金预告片奖              | 2016年5月4日   | 最佳院线放映前品牌广告           | 《爆米花俱乐部》 | 提名 | [ 27 ] [ 28 ] |
| 金预告片奖              | 2017年6月6日   | 最佳广播/音频预告片              | 《疯狂动物城奖》 | 提名 | [ 29 ] [ 30 ] |
| 葛萊美獎                | 2017年2月12日  | 最佳视觉媒体歌曲                 | 希雅与星门：《嘗試一切》 | 提名 | [ 31 ]        |
| 好萊塢電影獎            | 2016年11月6日  | 好莱坞动画奖                     | 《疯狂动物城》 | 獲獎 | [ 32 ]        |
| 好莱坞音乐传媒奖        | 2016年11月17日 | 最佳动画片原创配乐               | 迈克·吉亚奇诺 | 提名 | [ 33 ]        |
| 好莱坞音乐传媒奖        | 2016年11月17日 | 最佳动画片原创歌曲               | 希雅与星门：《尝试一切》 | 提名 | [ 33 ]        |
| 好莱坞职业协会          | 2016年11月17日 | 最佳电影音效                     | 大卫·弗卢尔、加布里埃尔·盖、艾迪生·蒂格 | 提名 | [ 34 ]        |
| 休斯顿影评人协会        | 2017年1月6日   | 最佳动画片                       | 《疯狂动物城》 | 提名 | [ 35 ]        |
| 国际电影音乐评论家协会  | 2017年2月23日  | 最佳动画片原创配乐               | 迈克·吉亚奇诺 | 提名 | [ 36 ]        |
| 日本電影學院獎          | 2017年3月3日   | 最佳外语片                       | 《疯狂动物城》 | 提名 | [ 37 ]        |
| 尼克频道儿童选择奖      | 2017年3月11日  | 最佳动画片                       | 《疯狂动物城》 | 提名 | [ 38 ] [ 39 ] |
| 尼克频道儿童选择奖      | 2017年3月11日  | 最佳友敌                         | 詹森·貝特曼、吉妮佛·古德溫 | 獲獎 | [ 38 ] [ 39 ] |
| 电影音效剪辑师          | 2017年2月19日  | 电影对白音效剪辑                 | 杰里米·鲍克、罗尼·布朗斯蒂芬·戴维斯、克里斯托弗·弗里克、厄尔·加法里、李·吉尔莫、丹·劳里、威拉德·奥弗斯特里特、约翰·罗施、艾迪生·蒂格、丹尼尔·沃尔德曼、杰克·惠特克 | 提名 | [ 40 ]        |
| 紐約影評人協會          | 2016年12月1日  | 最佳动画片                       | 《疯狂动物城》 | 獲獎 | [ 41 ]        |
| 在线影评人协会          | 2017年1月3日   | 最佳动画片                       | 《疯狂动物城》 | 提名 | [ 42 ]        |
| 人民选择奖              | 2017年1月18日  | 最佳电影                         | 《疯狂动物城》 | 提名 | [ 43 ]        |
| 人民选择奖              | 2017年1月18日  | 最佳家庭片                       | 《疯狂动物城》 | 提名 | [ 43 ]        |
| 人民选择奖              | 2017年1月18日  | 最佳动画片配音                   | 詹森·貝特曼 | 提名 | [ 43 ]        |
| 人民选择奖              | 2017年1月18日  | 最佳动画片配音                   | 吉妮佛·古德溫 | 提名 | [ 43 ]        |
| 美國製片人協會          | 2017年1月28日  | 最佳动画片                       | 克拉克·斯潘塞 | 獲獎 | [ 44 ]        |
| 聖地牙哥影評人協會      | 2016年12月12日 | 最佳动画片                       | 《疯狂动物城》 | 提名 | [ 45 ]        |
| 旧金山影评人协会        | 2016年12月11日 | 最佳动画片                       | 《疯狂动物城》 | 提名 | [ 46 ]        |
| 卫星奖                  | 2017年2月19日  | 最佳動畫或混合媒體               | 《疯狂动物城》 | 提名 | [ 47 ]        |
| 土星獎                  | 2017年6月28日  | 最佳动画片                       | 《疯狂动物城》 | 提名 | [ 48 ]        |
| 美國科幻和奇幻作家協會  | 2017年5月20日  | 雷·布雷德伯里奖                  | 傑瑞·布希、菲尔·约翰斯顿、拜倫·霍華德 | 提名 | [ 49 ]        |
| 圣路易斯影评人协会      | 2016年12月18日 | 最佳动画片                       | 《疯狂动物城》 | 獲獎 | [ 50 ]        |
| 青少年选择奖            | 2016年7月31日  | 最佳影视歌曲                     | 夏奇拉《尝试一切》 | 提名 | [ 51 ]        |
| 多伦多影评人协会        | 2016年12月11日 | 最佳动画片                       | 《疯狂动物城》 | 獲獎 | [ 52 ]        |
| 乡村之声电影民调        | 2017年1月6日   | 最佳动画片                       | 《疯狂动物城》 | 第三 | [ 53 ]        |
| 美国视觉效果工会        | 2017年2月7日   | 美国视觉效果工会奖最佳动画片动画 | 大卫·格茨、斯科特·科萨维奇、欧内斯特·佩蒂、布拉德福德·西蒙森 | 提名 | [ 54 ]        |
| 美国视觉效果工会        | 2017年2月7日   | 最佳动画片特效模拟               | 尼古拉斯·伯卡德、莫伊·艾尔-阿里、克劳迪娅·钟·萨尼、汤姆·威克斯 | 提名 | [ 54 ]        |
| 华盛顿特区影评人协会    | 2016年12月5日  | 最佳动画片                       | 《疯狂动物城》 | 提名 | [ 55 ]        |
| 华盛顿特区影评人协会    | 2016年12月5日  | 最佳配音                         | 詹森·貝特曼 | 提名 | [ 55 ]        |
| 华盛顿特区影评人协会    | 2016年12月5日  | 最佳配音                         | 吉妮佛·古德溫 | 提名 | [ 55 ]        |